# محافظة ثقافية
توصف المحافظة الثقافية بأنها الحماية للتراث الثقافي لدولة قومية، أو ثقافة لا تحددها حدود الدولة. تهتم المحافظة الثقافية أحيانًا بالحفاظ على لغة مثل الفرنسية في كيبك، وفي أحيان أخرى بالحفاظ على ثقافة مجموعة عرقية مثل الأمريكيين الأصليين.